# کوسه بلعنده نادان
کوسه بلعنده نادان (نام علمی: Centrophorus harrissoni) نام یک گونه از تیره میان‌ربایندگان است.